# Глэд, Джастен
Джастен Томас Глэд (англ. Justen Thomas Glad; род. 28 февраля 1997, Пасадина, Калифорния, США) — американский футболист, защитник клуба MLS «Реал Солт-Лейк».

## Клубная карьера
Глэд провёл два года в филиале академии клуба «Реал Солт-Лейк» в Аризоне. 7 апреля 2014 года Глэд подписал контракт с «Реал Солт-Лейк» по правилу доморощенного игрока. В 2015 году для получения игровой практики Джастен выступал за фарм-клуб «Реал Монаркс» в USL. В MLS он дебютировал 30 мая в матче против канадского «Ванкувер Уайткэпс». 2 апреля 2016 года в поединке против «Спортинг Канзас-Сити» он забил свой первый гол за «Реал Солт-Лейк». 4 января 2021 года Глэд подписал новый четырёхлетний контракт с «Реал Солт-Лейк». 28 сентября 2023 года Глэд продлил контракт с «Реал Солт-Лейк» до конца сезона 2026 с клубной опцией на сезон 2027.

## Международная карьера
В начале 2013 года Глэд в составе юношеской сборной США принял участие в юношеском чемпионате КОНКАКАФ в Панаме. На турнире он сыграл в матче против команды Гондураса.
В 2017 году Глэд в составе молодёжной сборной США выиграл молодёжный чемпионат КОКАКАФ в Коста-Рике. На турнире он сыграл в матчах против команд Панамы, Гаити, Сент-Китс и Невиса, Мексики, Сальвадора и Гондураса. Глэд был включён в символическую сборную турнира.
В том же году Глэд принял участие в молодёжном чемпионате мира в Южной Корее. На турнире он сыграл в матчах против команд Сенегала, Саудовской Аравии, Новой Зеландии и Венесуэлы. В поединке против новозеландцев Джастен забил гол.
8 января 2018 года Глэд был впервые вызван в старшую сборную США, в ежегодный январский тренировочный лагерь. В заявку на товарищеский матч со сборной Боснии и Герцеговины 28 января, завершивший лагерь, он не попал.
В 2020 году Глэд ещё раз принял участие в ежегодном январском тренировочном лагере сборной США. 1 февраля в товарищеском матче со сборной Коста-Рики, завершившем лагерь, он остался в запасе.
В составе сборной США до 23 лет Глэд принял участие в Мужском олимпийском квалификационном турнире КОНКАКАФ 2020 в марте 2021 года. Он был включён в символическую сборную турнира.

## Достижения
Командные
 США (до 20)
- чемпион КОНКАКАФ среди молодёжных команд: 2017

Личные
- Член символической сборной чемпионата КОНКАКАФ среди молодёжных команд: 2017
- Член символической сборной Мужского олимпийского квалификационного турнира КОНКАКАФ[англ.]: 2020[англ.]